# 朱成鍊
代惠王朱成鍊（15世紀—1489年），明朝第三代代王，隱王朱仕㙻的嫡第一子，母妃楊氏。他在成化二年（1466年）襲封代王。他在位二十三年。

## 生平
朱成鍊的堂叔襄垣王朱仕㙺、朱仕埭兄弟都被废为庶人。朱仕埭的儿子辅国将军朱成凿通过朱成鍊和同居蒲州的堂叔山阴王朱仕堸出面为朱仕㙺的儿子朱成鉷、朱成鎕和自己的弟弟朱成鍜、朱成钫请封。礼部失察，封朱成鉷、朱成鎕为镇国将军，朱成鍜、朱成钫为辅国将军，朱仕㙺第八女为延安县主、第二妹为遂溪郡君、第三妹为长乐郡君。被揭发后，成化二十年（1484年）八月，朱成凿被革去辅国将军，代王停禄米一年，山阴王禄米减半。
弘治二年（1489年）朱成鍊去世，因其庶長子武邑王朱聰沬在服喪期間仍荒淫無道，所以朱聰沬被廢為庶人。十年後才以朱聰沬的庶長子朱俊杖嗣位。

## 家庭

### 妻妾
- 王妃姚氏，都指揮同知姚貴女
- 夫人侯氏，生朱聰涓、朱聰注、朱聰𣷾
- 夫人王氏，生朱聰沬

### 子
- 庶長子：武邑懷隱王→代思王朱聰沬
- 庶次子：樂昌康懿王朱聰涓
- 庶四子：吉陽恭順王朱聰注
- 庶五子：溧陽榮定王朱聰𣷾

| 前任者： 父隱王朱仕㙻 | 明代國國王 1466年－1489年 | 繼任： 孫懿王朱俊杖      |
| 前任者： 父隱王朱仕㙻 | 明代國國王 1466年－1489年 | 前任： 子朱聰涓 代府宗理 |